# 考哈山
33°37′S 23°38′E / 33.617°S 23.633°E
考哈山是南非的山脈，位於該國南部，橫跨西開普省和東開普省，屬於開普褶皺帶的一部分，最高點斯穆斯特山海拔高度1,757米。